# Casa Comalat

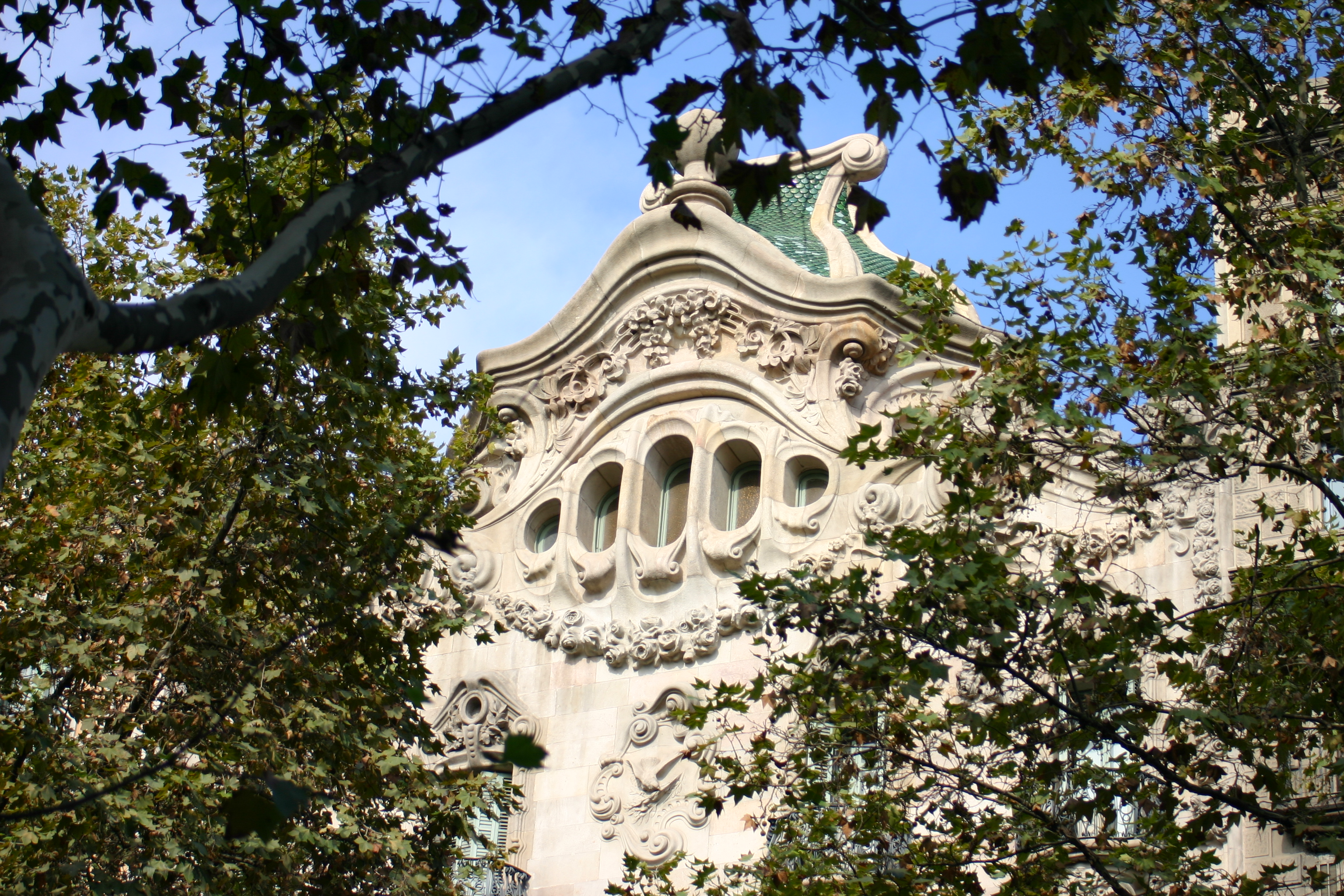
Detalle parte superior de la fachada en la avenida Diagonal.

La Casa Comalat es un edificio modernista situado en el número 442 de la avenida Diagonal y con fachada posterior en el número 316 de la calle Córcega en Barcelona, siendo un proyecto del año 1906 efectuado en 1911 por el arquitecto Salvador Valeri i Pupurull (1873-1954).
El mecenas de la Casa Comalat fue Joan Comalat Aleñá, importante industrial textil de la época que compró el solar y contrató a Salvador Valeri i Purpurull para realizar la obra modernista. 
Actualmente la Casa Comalat es una propiedad privada y no se permiten las visitas turísticas. Muchos expertos del modernismo, califican la Casa Comalat como una obra única en Barcelona. 

## Edificio

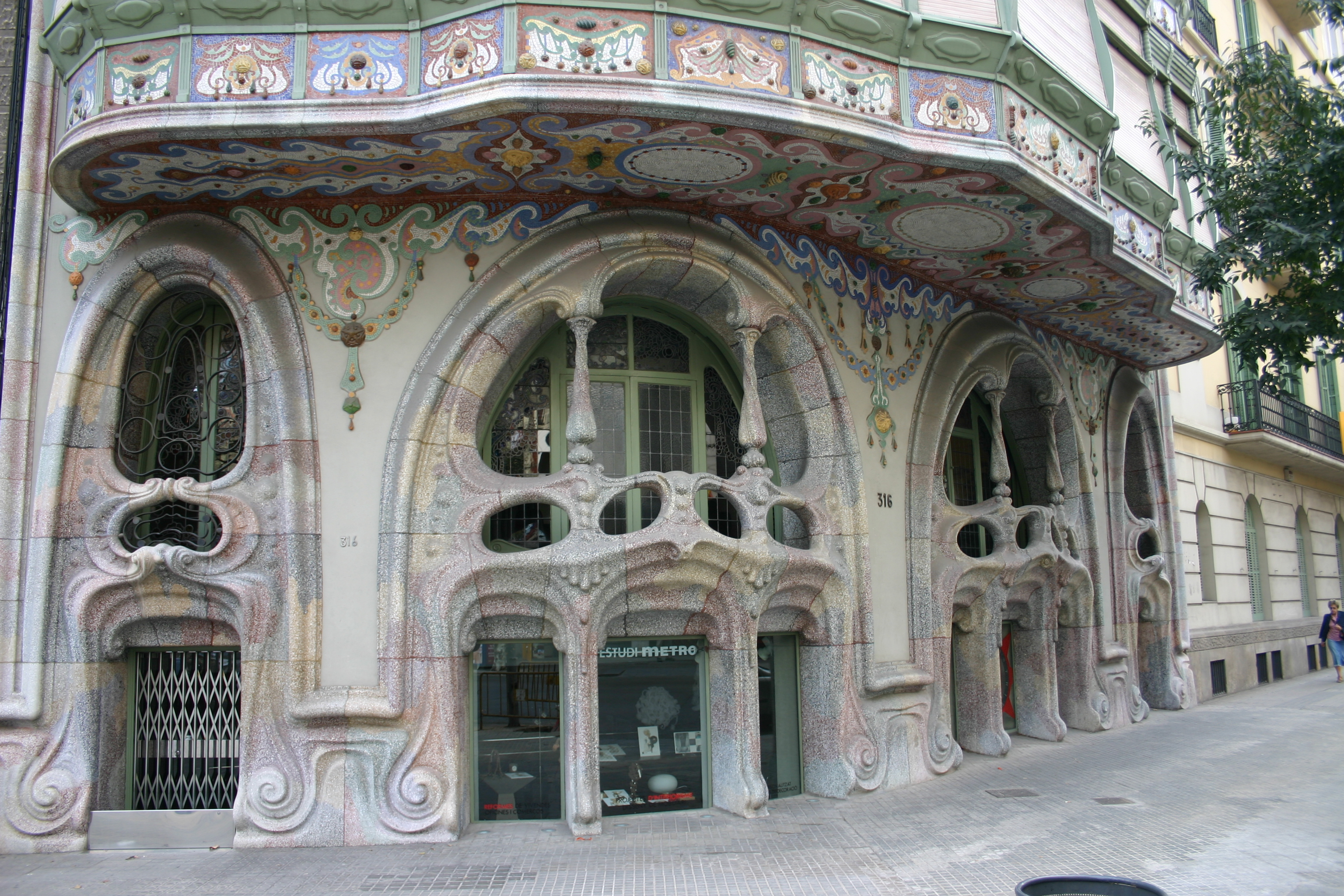
Entrada de la fachada en la calle Córcega.

La fachada principal de la Diagonal está realizada en piedra, que al ser del modernismo tardío, está concebida con un gran decorativismo; en su parte baja la puerta es de madera con forja de hierro y a sus lados se encuentran dos grandes balcones de originalidad extrema con curvas que hacen evocar elementos orgánicos y tienen cierta semblanza.  gaudiana con la casa Batlló. Una tribuna central corrida se encuentra entre los pisos principal y primero acabando con un remate de afilado pináculo. El resto de la fachada lo compone doce balcones con sus bases decoradas escultóricamente y las barandillas de hierro forjado de gran curvatura. La parte superior de la fachada está rematada por una abertura calada y con gran ornamentación floral tallada en piedra en todo su alrededor y coronando por la parte trasera de la abertura, por una torre con forma de gorro de arlequín revestida con cerámica vidriada de color verde.
La parte de la calle Córcega es totalmente colorista por la decoración a base de cerámica policromada extendida por toda la fachada realizadas por el artista Lluís Bru i Salelles con forma toda ondulante y con galerías de madera cerradas por persianas.